# Louis Fréron
Louis-Marie Stanislas Fréron (París, 17 d'agost de 1754 — Santo Domingo, 15 de juliol de 1802) fou un polític i periodista francès, representant a l'Assemblea Nacional durant la Revolució Francesa. El 1790 va fundar el diari L'Orateur du Peuple, que esdevindria l'altaveu de la facció antijacobina del país. El 1793 va reprimir durament les insurreccions girondines de Marsella i Toló i el 1794 va ser un dels instigadors de la caiguda de Maximilien de Robespierre. Va ser amant de Paulina Bonaparte i fou nomenat comissari a Santo Domingo durant l'època de la revolució Haitiana on va morir el 1802.